# مسحة ضوئية داكنة (فلم)
مسحة ضوئية داكنة (بالإنجليزية: A Scanner Darkly) هو فيلم رسوم متحركة للكبار نفسي خيال علمي من تأليف وإخراج ريتشارد لينكليتر مبني على رواية تحمل نفس الاسم للكاتب للكاتب فيليب ك. ديك.الفيلم من بطولة كيانو ريفز، روبرت داوني جونيور، وودي هارلسون، وينونا رايدر، ستيفن سودربرغ وجورج كلوني.صدر الفيلم في الولايات المتحدة في 7 يوليو 2006.

## روابط خارجية
مقالات تستعمل روابط فنية بلا صلة مع ويكي بيانات